# Telmatoscopus batillina
Telmatoscopus batillina és una espècie d'insecte dípter pertanyent a la família dels psicòdids.

## Descripció
- Femella: antenes d'1-1,02 mm de llargària amb l'escap una mica més llarg que el pedicel; fèmur més llarg que la tíbia; cara interna de l'aparell reproductor amb l'estructura esclerotitzada; ales de 2 mm de llargada i 0,80 d'amplada.
- El mascle no ha estat encara descrit.[3]

## Distribució geogràfica
Es troba a Indonèsia: Papua Occidental.